# Gare de l'aéroport de Haneda Terminal 1·2
La gare de l'aéroport de Haneda Terminal 1·2 (羽田空港第1・第2ターミナル駅, Haneda-kūkō dai-ichi·dai-ni Tāminaru eki) est une gare ferroviaire terminus située dans l'arrondissement d'Ōta, à Tokyo au Japon. Elle dessert les terminaux 1 et 2 de l'aéroport de Haneda. La gare est gérée par la compagnie Keikyū.
Il existe une autre gare dans l'aéroport : la gare de l'aéroport de Haneda Terminal 3.

## Situation ferroviaire
La gare de l'aéroport de Haneda Terminal 1·2 marque la fin de la ligne Keikyū Aéroport.

## Histoire
La gare a été inaugurée le 18 novembre 1998 sous le nom de Aéroport de Haneda Terminal national (羽田空港国内線ターミナル駅, Haneda-kūkō Kokunaisen Tāminaru eki). Elle prend son nom actuel le 14 mars 2020.

## Service des voyageurs

### Accès et accueil
La gare située en souterrain dispose de guichets et des automates pour l'achat de titres de transport. Elle est ouverte tous les jours.

### Desserte
- Ligne  Keikyū Aéroport :
  - voies 1 et 2 : direction Keikyū Kamata, Shinagawa, Yokohama, Oshiage, Aoto et Aéroport de Narita